# Edificio Legorburo
El edificio Legorburo es una edificación racionalista y cubista del primer tercio del siglo XX situada en la ciudad española de Albacete. Es el máximo exponente de estos estilos que se encuentra en la región, miembro del Registro Docomomo Ibérico.

## Historia
El edificio fue diseñado en 1935 en la calle Tesifonte Gallego de la capital albaceteña, en la esquina con la calle Mayor, en pleno centro de la ciudad, por los arquitectos José Luis García Pellicer y Baldomero Pérez Villena. Fue construido en la década de 1930 en el marco de gran crecimiento y auge de la urbe manchega.

## Características
El edificio se encuadra en el racionalismo más depurado con influencias de los rascacielos neoyorquinos y del expresionismo alemán, convirtiéndose en el máximo exponente del racionalismo y del cubismo de Castilla-La Mancha.
El inmueble forma parte del Registro Docomomo Ibérico como referente del movimiento moderno en la región.